# Przegląd Sportowy
Przegląd Sportowy ist die älteste und zugleich einzige polnische Sporttageszeitung. Sie wurde 1921 als Wochenzeitung in Krakau gegründet.

## Geschichte
Die Initiatoren der Zeitung Przegląd Sportowy waren eine Gruppe von Krakauer Sportaktivisten: Ignacy Rosenstock, J. Billig, Aleksander Dembiński, Józef Szkolnikowski, Leon Gleissner und Tadeusz Synowiec. Rosenstock wurde bis November 1921 der erste Chefredakteur. Auf der Vignette der ersten Ausgabe stand, dass die PS das Organ des Krakauer Regionalen Fußballverbands sei. Ab dem 23. Juli 1921 war sie das offizielle Organ des Polnischen Fußballverbands und gleichzeitig der vier Bezirksverbände Krakau, Warschau, Łódź und Lwów. Ab der Nr. 1 vom 6. Januar 1922 wurde sie freitags veröffentlicht, später auch an anderen Wochentagen. In den folgenden Jahren wurde sie auch als offizielles Organ des Polnischen Skiverbandes, des Polnischen Tennisverbandes (1922) und des Polnischen Leichtathletikverbandes (1923) bezeichnet.
Ab 1925 wurde die Przegląd Sportowy in Warschau veröffentlicht, ab 1929 zweimal wöchentlich. Der Sitz der Redaktion und der Druckerei der Zeitung befand sich im Pressehaus in der Marszałkowska-Straße 3/5.
Während des Zweiten Weltkriegs gründete der Vorkriegs-Olympionike und spätere langjährige Redakteur Zygmunt Weiss in den Kriegsgefangenenlagern Oflag II B Arnswalde und II D Gross-Born eine gleichnamige Zeitschrift. Darin berichtete er über den Verlauf der Sportwettkämpfe im Lager, wodurch Przegląd Sportowy manchmal als die einzige polnische Zeitung bezeichnet wird, die ohne Kriegspause produziert wurde.
Die erste Nachkriegsausgabe erschien am 12. Juli 1945 in Łódź, ab Juni 1946 befand sich die Redaktion wieder in Warschau. Seit 1957 veröffentlichte die Przegląd Sportowy eine Fundgrube für Fußballfans in der höchsten polnischen Wettkampfklasse. Während des Kriegsrechts wurde die Zeitung (wie der Großteil der Presse) bis zum 1. März 1982 ausgesetzt.
Am 24. Juli 1992 wurde die erste Farbausgabe zur Eröffnung der Olympischen Spiele in Barcelona veröffentlicht. Am 6. Oktober 2000 erschien die erste Ausgabe der Freitagsbeilage Magazyn Sportowy. Bis 2. November 2007 erschien die Zeitung bei Marquard Media Polska in Warschau und ab 3. November 2007 bei Ringier Axel Springer Polska. Bis Ende März 2000 erschien sie fünfmal wöchentlich (Montag bis Freitag), ab 1. April 2000 sechsmal (zusätzlich samstags in der so genannten Samstag-Sonntag-Wochenendausgabe). Nach dem Zusammenschluss mit der Krakauer Tageszeitung Tempo und der anschließenden vollständigen Auflösung der Krakauer Redaktion erschien sie seit 12. September 2008 jeden Freitag zusammen mit dem Magazyn Sportowy mit dem Vermerk Tempo als dessen Beilage mit geändertem Format.
Neben der Tagesausgabe werden in regelmäßigen Abständen Beilagen, die im Preis der Zeitung enthalten sind, zusammen mit der Przegląd Sportowy veröffentlicht:
- Ligowy Weekend (seit September 2013): 16 Seiten, in der Regel freitags während der Ligasaison. Enthält Vorschauen auf alle Fußballspiele der Ekstraklasa.
- Magazyn Lig Zagranicznych (seit November 2017): 8 Seiten, früher 12 Seiten, immer samstags. Enthält Vorschauen auf die kommenden Spiele der fünf stärksten europäischen Fußballligen: Premier League (England), Primera División (Spanien), Fußball-Bundesliga (Deutschland), Serie A (Italien) und Ligue 1 (Frankreich).
- Przegląd Sportowy Historia (ab Oktober 2018): 12 Seiten, immer donnerstags. Enthält Texte zu den größten Ereignissen und Persönlichkeiten in der Geschichte des polnischen Sports. Der Inhalt wird durch Verweise auf alte Ausgaben der Przegląd Sportowy gestützt.
- In der Vergangenheit wurde auch die Beilage PS Reportaż veröffentlicht.

Die Auflage schwankt, sie lag 2011 durchschnittlich bei knapp 50.000.
Fast von Anfang an waren die Journalisten dieser Zeitung die Initiatoren vieler bedeutender Ereignisse in der Geschichte des polnischen Sports, darunter die Schaffung einer landesweiten Fußballliga, die Ekstraklasa, das Rennen Tour de Pologne und seit 1926 die regelmäßige Wahl des besten polnischen Sportlers des Jahres.
Im Juli 2022 stellte die Tageszeitung ihr regelmäßiges Erscheinen an Samstagen ein. Im Oktober 2022 beschloss der Verleger der Zeitung, ihr Erscheinen ab Januar 2023 auf montags und freitags zu beschränken.
Seit Oktober 2024 erscheint im Zeitschriftenformat der Przegląd Sportowy Historia. 